# Colonias Unidas (localidad)
Colonias Unidas es una localidad argentina, cabecera del Departamento Sargento Cabral en la provincia del Chaco.

## Toponimia
Se atribuye la denominación de Colonias Unidas a que sus primeros pobladores se denominaban a sí mismos colonos unidos, ya que cultivaban la tierra en forma colectiva, sin dividirla en parcelas. Con la llegada de nuevos pobladores el nombre se extendió a toda la zona.

## Historia
En 1884, el Ejército Argentino establece una línea de fortines en Lapachito, Lapacho, Ciervo Petiso y Makallé, cubriendo de esta forma la zona de Colonias Unidas que hasta ese momento sólo eran habitados por las naciones originarias. En 1908 el ferrocarril Central Norte Argentino llegó hasta 6 km del lugar, lo que propició la llegada de personas que se dedicarían a la actividad forestal. El 9 de septiembre de 1910 un decreto permitió la creación de un asentamiento para un grupo de pobladores que ya tenían construidas viviendas en ese lugar. Estos pobladores habían logrado ciertas mejoras de la mano de un desarrollo económico, lo que motivó la creación de la localidad.
La construcción de un ramal de ferrocarril hasta Laguna Limpia, destinada a cubrir el abastecimiento de rollizos de quebracho para las fábricas de tanino ubicadas alrededor de Resistencia, fomentó el asentamiento alrededor de las distintas estaciones del mismo, entre ellas Colonias Unidas. Se considera su fundación el 28 de marzo de 1929, fecha en la que Constantino Omegna, un inmigrante italiano, instaló el primer comercio en la localidad. En 1938 el gobierno territoriano creó una Comisión de Fomento, a la que se encargó el trazado del ejido del pueblo en un área de 8 mil hectáreas. No obstante, la tarea se culminó el año siguiente a instancias del ferrocarril Central Norte Argentino, que requería de una estación en el kilómetro 597/600. En virtud de ello, la Dirección Nacional de tierras resolvió la creación de un pueblo dentro de una superficie aproximada de 100 hectáreas, al cual se denominó Colonias Unidas. A fines de 1939 el ingeniero civil Andrés Durcudoz fue designado para el trazado urbano. En 1959 Colonias Unidas se transformó en municipio de tercera categoría.
La Comisión de Fomento funcionó hasta 1954, bajo la conducción de José Papinutti. El 15 de abril de dicho año, mediante Decreto 676 del Gobernador Felipe Gallardo, pasa a funcionar como Delegación Municipal. El Concejo Deliberante estaba formado por cinco miembros: Tito Livio Grioni, Pantaleón Ávalos, Francisco Mena, Juan de la Cruz Brandán y Chelo González, debiendo uno de ellos ser elegido como Delegado Municipal (intendente), por mayoría de votos, Pantaleón Ávalos fue el primer intendente electo de la localidad.
En 1934 se creó la primera escuela primaria. La secundaria debió esperar hasta 1958, primero como anexo de la Escuela 3 de General José de San Martín.
El mismo año se inauguró la Sala de Primeros Auxilios de Colonias Unidas, cuyo primer director fue Luis Héctor Ferrari. En 1959 se lo convirtió en un complejo sanitario, al que se denominó Hospital Bernardino Rivadavia, funcionó hasta el año 2014 cuando se inauguró el Hospital Carlos A. Piedra en honor a un médico y político de Colonias Unidas fallecido en 2013.
El primer templo católico —la capilla Santa Ana— fue edificado en 1953. Tuvo su sacerdote dedicado en 1963.

## Demografía
Contaba con 3417 habitantes (Indec, 2001), lo que representa un incremento del 26 % frente a los 2708 habitantes (Indec, 1991) del censo anterior. En el municipio el total ascendía a 4093 habitantes (Indec, 2001).

## Vías de comunicación
La principal vía de acceso es la ruta Provincial 9, que la vincula al sudeste con Capitán Solari y al noroeste con Las Garcitas. Ambos tramos se encuentran pavimentados. Otra vía de acceso es la ruta Provincial 7 también pavimentada que la vincula al nordeste con General José de San Martín y al Sudoeste con Presidencia de la Plaza.

## Religión en Colonias Unidas
| Tipo      | Nombre                |
| --------- | --------------------- |
| Parroquia | Santa Ana             |
| Capilla   | San José Obrero       |
| Capilla   | Santa Teresa de Jesús |
| Capilla   | San Miguel Arcángel   |

Parroquia Santa Ana
El 29 de septiembre de 1949, en oportunidad de una de las visitas efectuada por el párroco de Presidencia de la Plaza, Padre Jorge Heinemann, consiguió llamar a una reunión general de pobladores, lideradas por las damas más influyentes del medio y por fin formar la recordada "comisión Pro-Templo", una vez conformada, la misma subsistió por largo tiempo, hasta la concreción final de la misión encomendada.
Dicha reunión se llevó a cabo en las instalaciones de la Escuela Nacional N.º 222, a la misma concurrieron gran cantidad de personas en general compuesta por señoras y jóvenes.
En cumplimiento de los fines, para la que fue creada, ya en el transcurso del año siguiente se solicitó a las autoridades comunales (Comisión de Fomento), la donación de un terreno, donde asentar las bases de la futura capilla. luego de varios años de ingentes gestiones a nivel local, territorial y nacional se consiguió el terreno donde actualmente está asentada la iglesia y sus diversas instalaciones. El momento importante llegó el 5 de julio de 1953, con la participación del padre Jorge, se bendijo la iniciación de la obra, siendo colocada la piedra fundamental de la nueva capilla, oportunidad que se firmó un pergamino en recordatorio del acto, realizados por todos los presentes, guardado en un cofre colocado en el interior del monolito de la piedra fundamental, para testificar en el tiempo la participación que tuvieron los vecinos para la concreción de algo muy anhelado por toda la población.